# مرحلة خروج المغلوب في كأس الأمم الإفريقية 2019
مرحلة خروج المغلوب في كأس الأمم الأفريقية لكرة القدم 2019 . بدأت من 5 يوليو إلى 19 يوليو حيث لعبت المباراة النهائية في مصر.

## الدور 16
| المغرب                     | 1-1 (ب.و.إ.) | بنين                            |
| -------------------------- | ------------ | ------------------------------- |
| - النصيري 76'              | تقرير        | - أديليهو 53'                   |
| ركلات الترجيح              |              |                                 |
| - ادريسي - بوفال - النصيري | 4-3          | - فيردون - جيغلا - أناني - سيبو |

| السنغال    | 0-1   | أوغندا |
| ---------- | ----- | ------ |
| - ماني 15' | تقرير |        |

| نيجيريا                        | 2-3   | الكاميرون                |
| ------------------------------ | ----- | ------------------------ |
| - إيغالو 19'، 63' - إيووبي 66' | تقرير | - باهوكين 41' - نجيه 44' |